# Final del Torneo Clausura 2008 (Chile)

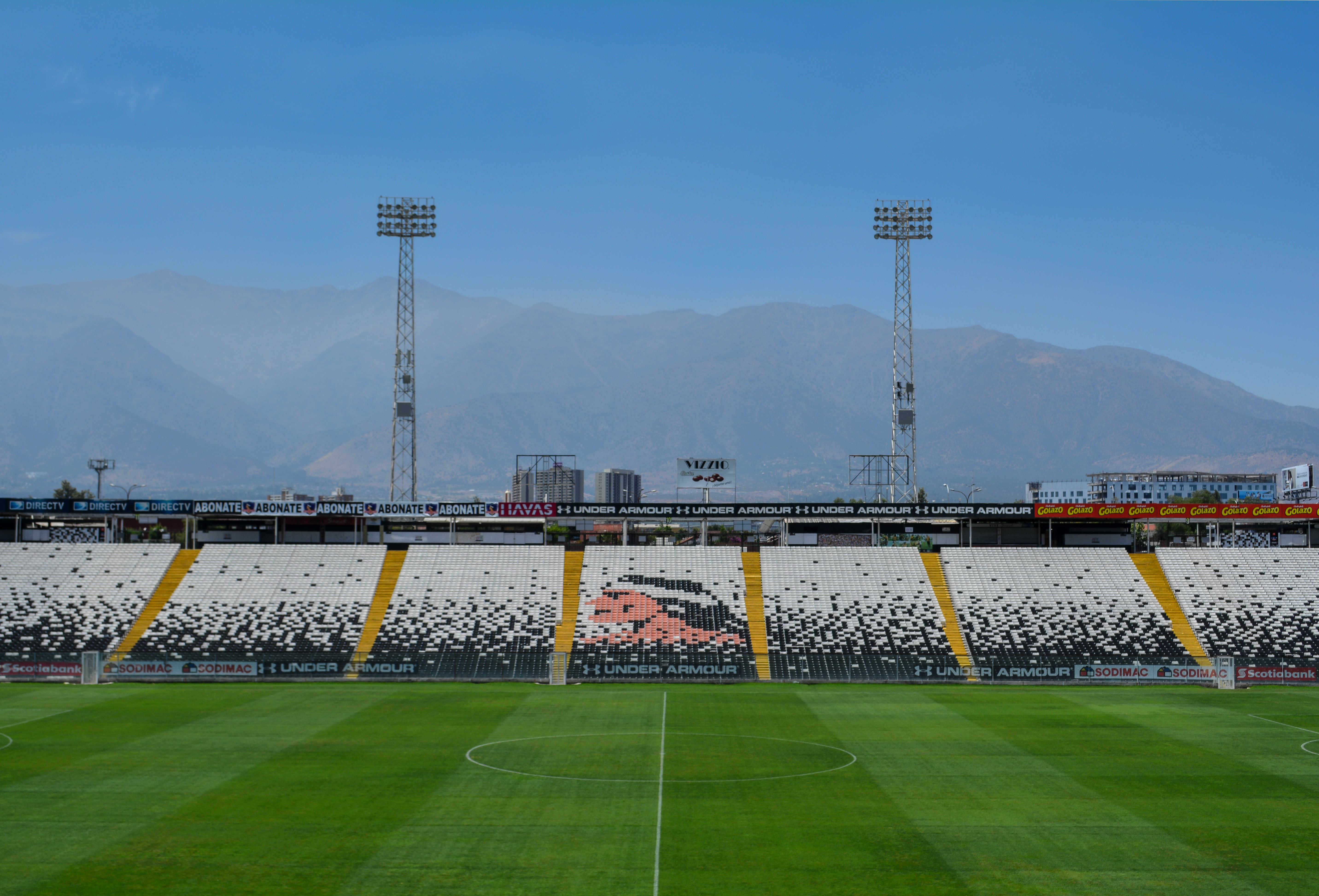
El Estadio Monumental, casa de Colo Colo, fue la sede de la final vuelta entre los "albos" y Palestino que acabó en triunfo albo por 3-1 logrando su 28º torneo nacional y quinto título en los últimos 3 años.

La Final del Campeonato Nacional Copa BancoEstado Clausura 2008 de la Primera División de Chile fue una serie de partidos de ida y vuelta, que se disputaron los días domingo 14 de diciembre y sábado 20 de diciembre, y que definió al segundo campeón del año del fútbol en Chile. Lo disputaron los dos ganadores de las semifinales del torneo: Colo-Colo (2º) y Palestino (3º), quienes venían de eliminar a Cobreloa y Rangers respectivamente, la primera final se jugó en el Estadio Nacional, mientras que la segunda se definió en el Estadio Monumental, ambas en Santiago.

## Antecedentes
Desde que se instauró el sistema de campeonatos cortos con play-offs en 2002, Colo-Colo ha clasificado a los 13 torneos con Playoffs que se han disputado desde ese entonces siendo esta la octava vez que llega a la final (récord absoluto), siendo campeón en cuatro de ellas (Clausura 2002 contra la Universidad Católica, Apertura 2006 contra la Universidad de Chile, Clausura 2006 contra Audax Italiano y Clausura 2007 contra Universidad de Concepción), además de jugar por quinta vez consecutiva una final de este tipo de torneos siendo el récord absoluto en Chile. Por su parte Palestino con unos números más modestos había clasificado solo por tercera vez a los Playoffs y la primera en cinco años (no lo lograba desde el Clausura 2003), habiendo llegado a ambas hasta cuartos de final, además volvían a la definición por el campeonato después de 22 años, tras haber perdido la Definición de 1986 justamente contra Colo-Colo y con la opción de salir campeones del fútbol chileno por primera vez desde 1978.
El equipo albo era dirigido por el ídolo de la institución Marcelo Barticciotto, mientras que los "árabes" por el ídolo azul Luis Musrri.

### Finales anteriormente jugadas entre ambos equipos
También esta era la tercera vez que definían un título local, anteriormente se habían enfrentado en una final 2 veces:
| Torneo                    | Campeón   | Resultado | Subcampeón |
| ------------------------- | --------- | --------- | ---------- |
| Copa Chile-Polla Gol 1985 | Colo Colo | 1 - 0     | Palestino  |
| Campeonato Nacional 1986  | Colo Colo | 2 - 0     | Palestino  |

## Camino a la Final

### Colo Colo
| Colo-Colo avanzó a play-offs, segundo en el Grupo 1 y segundo en la tabla general con 33 puntos. |                           |                                      |            |       |            |
| 15 de noviembre                                                                                  | Cuartos de final (Ida)    | Estadio Municipal, Concepción        | Huachipato | 1 - 1 | Colo-Colo  |
| 22 de noviembre                                                                                  | Cuartos de final (Vuelta) | Estadio Monumental, Santiago (Macul) | Colo-Colo  | 4 - 2 | Huachipato |
| Colo-Colo avanzó a semifinales con un global de 5-3.                                             |                           |                                      |            |       |            |
| 29 de noviembre                                                                                  | Semifinal (Ida)           | Estadio Municipal, Calama            | Cobreloa   | 3 - 3 | Colo-Colo  |
| 6 de diciembre                                                                                   | Semifinal (Vuelta)        | Estadio Monumental, Santiago (Macul) | Colo-Colo  | 2 - 2 | Cobreloa   |
| Colo-Colo avanzó a la final gracias a la Regla del gol de visitante con un global de 5-5.        |                           |                                      |            |       |            |

### Palestino
| Palestino avanzó a play-offs, primero en el Grupo 3 y tercero en la tabla general con 33 puntos. |                           |                                           |           |       |           |
| 15 de noviembre                                                                                  | Cuartos de final (Ida)    | Estadio El Teniente, Rancagua             | O'Higgins | 2 - 2 | Palestino |
| 22 de noviembre                                                                                  | Cuartos de final (Vuelta) | Estadio Municipal, Santiago (La Cisterna) | Palestino | 2 - 1 | O'Higgins |
| Palestino avanzó a semifinales con un global de 4-3.                                             |                           |                                           |           |       |           |
| 30 de noviembre                                                                                  | Semifinal (Ida)           | Estadio Fiscal, Talca                     | Rangers   | 2 - 2 | Palestino |
| 6 de diciembre                                                                                   | Semifinal (Vuelta)        | Estadio Municipal, Santiago (La Pintana)  | Palestino | 0 - 0 | Rangers   |
| Palestino avanzó a la final gracias a la Regla del gol de visitante con un global de 2-2.        |                           |                                           |           |       |           |

## Estadísticas previas
Total de partidos jugados en el Torneo Clausura 2008 por ambos equipos:
| Equipos   | PJ | PG | PE | PP | GF | GC | Dif. | Pts. | Rend.  |
| --------- | -- | -- | -- | -- | -- | -- | ---- | ---- | ------ |
| Colo-Colo | 22 | 11 | 6  | 5  | 42 | 27 | 15   | 39   | 59,09% |
| Palestino | 22 | 11 | 6  | 5  | 35 | 27 | 8    | 39   | 59,09% |

- Pts=Puntos; PJ=Partidos jugados; G=Partidos ganados; E=Partidos empatados; P=Partidos perdidos; GF=Goles a favor; GC=Goles en contra; Dif=Diferencia de gol; Rend=Porcentaje de rendimiento.

## Llave
|                 | vs.           |
| Colo-Colo 4 1 3 | Palestino 2 1 |

## La final

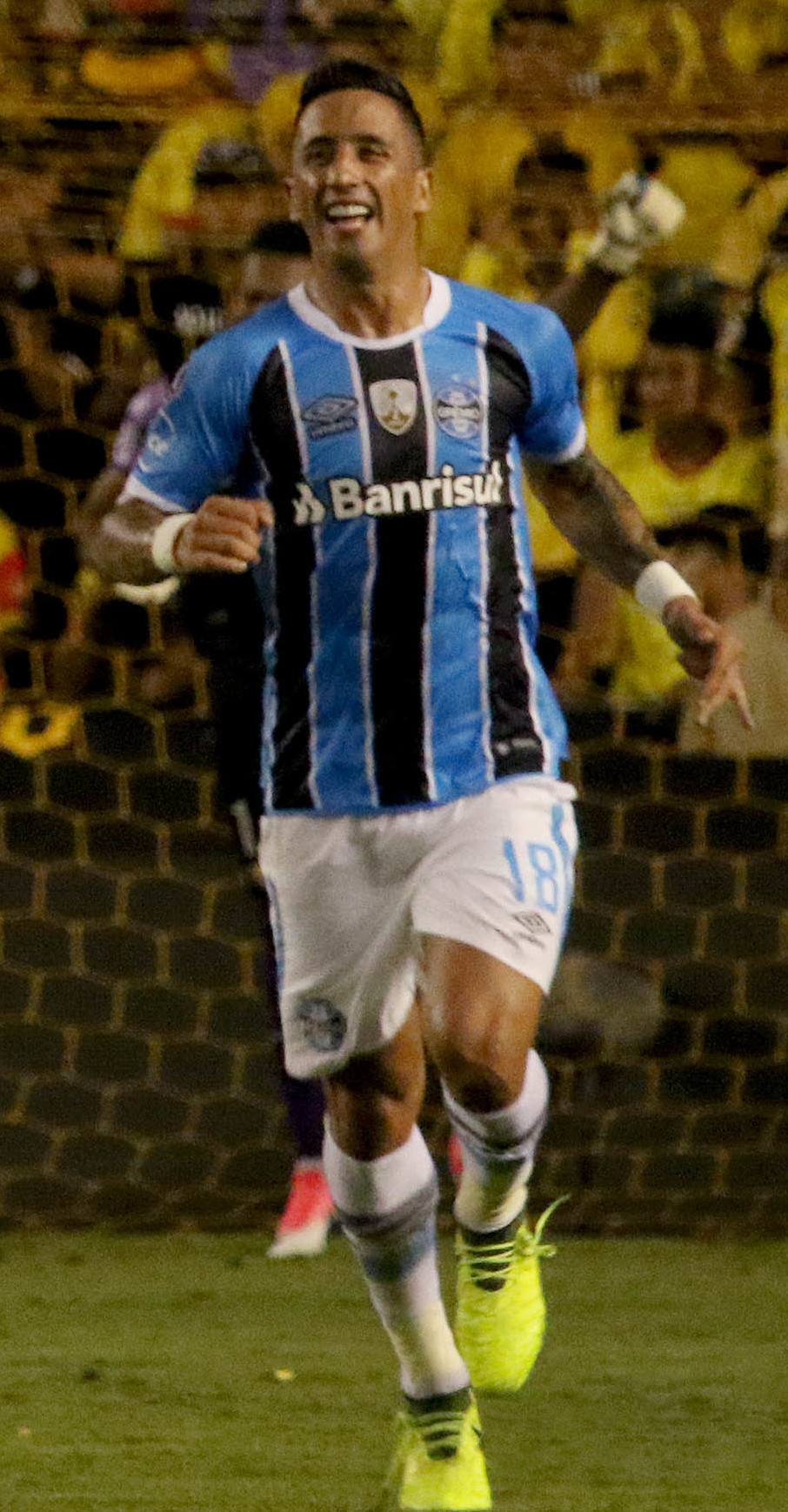
El delantero argentino Lucas Barrios (posteriormente nacionalizado paraguayo) marcó goles en ambas finales, con esto ayudo a su equipo a adjudicarse su 28ª estrella nacional y además con 37 goles logró igualar el registro de más goles en un año por el Torneo Nacional con la camiseta alba de Luis Hernán Álvarez en la temporada 1963.

La primera final se jugó el domingo 14 de diciembre a las 18:30 horas (UTC-3) en el Estadio Nacional bajó el polémico arbitraje de Rubén Selmán (quien dirigía su último encuentro como árbitro profesional). Colo-Colo empezó dominando las acciones hasta que al minuto 23 el meta y capitán árabe Felipe Núñez derribo en el área a Lucas Barrios y Selmán no dudo en cobrar penal, Núñez después se fue expulsado y el propio Barrios batió al meta Luis Rogel para abrir la cuenta en Ñuñoa logrando llegar a 17 goles en el Clausura 2008 quedando como exclusivo goleador del torneo dejando atrás a Gastón Cellerino y Néstor Bareiro con 16, tras esto el equipo de Barticciotto obtuvo la pelota, pero bajo un cambio en el ataque mientras que los de Musrri apostaron al contragolpe, luego a los 4 minutos del segundo tiempo Roberto Bishara recibió segunda tarjeta amarilla tras derribar a Rodrigo Millar y el elenco local se quedó con 9 jugadores, pero aun así Palestino no se rindió, mientras que los "albos" iban al ataque, pero no lograban marcar un segundo gol con 2 jugadas claras para Lucas Barrios con un travesaño y un mano a mano un poco exigido en el minuto 58' y 59' respectivamente, tras tantas oportunidades desperdiciadas Palestino tuvo su opción al minuto 79' tras una heroíca recuperación de Diego Díaz en el mediocampo que le quedó a Francisco Ibáñez que aprovechó su velocidad para quitarse a Mena y Riffo y el ariete árabe definió con un zurdazo a la derecha de Cristián Muñoz para lograr empatar el marcador, el equipo visitante siguió buscando con todo el gol del triunfo con un cabezazo de Miguel Riffo al minuto 84' que atajó Luis Rogel y después un disparo al poste izquierdo de Daúd Gazale sobre el final del partido, sin más que agregar, la primera final acabó en un 1–1 que para Palestino tuvo tintes de hazaña al jugar 40 minutos del encuentro con 9 jugadores y sin su arquero titular.
La segunda final se jugó el sábado 20 de diciembre en un Estadio Monumental repleto, a las 18:30 horas (UTC-3). Los albos comenzaron dominando las acciones hasta que al minuto 28' el cafetero Macnelly Torres dio un pase filtrado para Daúd Gazale, el "turco" corrió por la derecha y con un centro raso se la dio a Lucas Barrios que solo tuvo que empujarla para abrir la cuenta en Macul, gracias a este gol igualó a Luis Hernán Álvarez como máximo goleador anual en torneos nacionales con Colo-Colo con 37 tantos cada uno, el conjunto "tino-tino" no se vino abajo y al minuto 38' un córner de Rodolfo Madrid fue conectado de cabeza por Luis Pavez igualando el partido y poniendo 2–2 el global, con todo esto se iban a tiempo extra. El guion en el segundo tiempo siguió siendo el mismo con los locales atacando y el visitante esperando pacientemente al contragolpe, al minuto 51' José Domingo Salcedo dio un pase magistral desde la izquierda que Daúd Gazale (una de las figuras de la tarde) desvío con la punta del pie para batir a Rogel logrando un gol tranquilizador para la hinchada alba y diez minutos después Rodrigo Millar regateó a 3 en el área, se quitó a Luis Rogel marcando un golazo y decretando el 3–1 final para desatar la alegría en Pedreros tras una sufrida definición, Carlos Chandía hizo pitar su silbato y Club Social y Deportivo Colo-Colo alcanzó su 28ª estrella nacional.

### Partido de ida
| 14 de diciembre de 2008, 18:30 | Palestino                            | 1:1 (0:1) | Colo-Colo          | Nacional, Santiago (Ñuñoa)                               |                                                          |
|                                | Ibáñez 80' · Núñez 24' · Bishara 49' | Reporte   | Barrios 28' (pen.) | Asistencia: 31.000 espectadores Árbitro(s): Rubén Selmán | Asistencia: 31.000 espectadores Árbitro(s): Rubén Selmán |

| 30         | ARQ        | Felipe Núñez       |     |
| 3          | DEF        | Nelson Saavedra    |     |
| 18         | DEF        | Christian Vilches  |     |
| 2          | DEF        | José Luis Zelaye   |     |
| 25         | DEF        | Roberto Bishara    |     |
| 11         | MED        | Alejandro Carrasco | 62' |
| 6          | MED        | Luis Pavez         |     |
| 8          | MED        | Rodolfo Madrid     |     |
| 19         | MED        | Boris Sagredo      | 27' |
| 24         | DEL        | Víctor Aquino      | 64' |
| 9          | DEL        | Francisco Ibáñez   |     |
| Entrenador | Entrenador | Luis Musrri        |     |

| 1          | ARQ        | Cristián Muñoz       |     |
| 7          | DEF        | Luis Pedro Figueroa  |     |
| 3          | DEF        | Lucho Mena           |     |
| 5          | DEF        | Miguel Riffo         |     |
| 24         | DEF        | José Domingo Salcedo |     |
| 17         | MED        | Arturo Sanhueza      |     |
| 18         | MED        | Rodrigo Meléndez     | 62' |
| 14         | MED        | Rodrigo Millar       |     |
| 10         | MED        | Macnelly Torres      | 78' |
| 9          | DEL        | Rodolfo Moya         |     |
| 8          | DEL        | Lucas Barrios        |     |
| Entrenador | Entrenador | Marcelo Barticciotto |     |

| 12 | ARQ | Luis Rogel       | 27' |
| 4  | MED | Esteban Sáez     |     |
| 16 | MED | Roberto Ávalos   | 64' |
| 17 | MED | Diego Díaz       | 62' |
| 27 | DEL | Jean Paul Pineda |     |

| 12 | ARQ | Rainer Wirth       |     |
| 2  | DEF | Jorge Carrasco     |     |
| 15 | MED | Moisés Villarroel  |     |
| 19 | MED | Cristóbal Jorquera | 78' |
| 22 | DEL | Daúd Gazale        | 62' |

| Anotado | 80' | Francisco Ibáñez | 1–1 |

| Anotado · Penal | 28' | Lucas Barrios | 0–1 |

| Amonestado | 15' | Boris Sagredo    |  |
| Amonestado | 25' | Roberto Bishara  |  |
| Amonestado | 81' | Francisco Ibáñez |  |

| Amonestado | 82' | Daúd Gazale |  |

| Expulsado            | 24' | Felipe Núñez    |
| Expulsado            | 45' | Luis Musrri     |
| Otorgado · Expulsado | 49' | Roberto Bishara |

| Árbitro             | Rubén Selmán  |
| Árbitros asistentes | Sergio Roman  |
| Árbitros asistentes | Lorenzo Acuña |
| Cuarto Árbitro      | Claudio Puga  |

| 30         | ARQ        | Felipe Núñez       |     |
| 3          | DEF        | Nelson Saavedra    |     |
| 18         | DEF        | Christian Vilches  |     |
| 2          | DEF        | José Luis Zelaye   |     |
| 25         | DEF        | Roberto Bishara    |     |
| 11         | MED        | Alejandro Carrasco | 62' |
| 6          | MED        | Luis Pavez         |     |
| 8          | MED        | Rodolfo Madrid     |     |
| 19         | MED        | Boris Sagredo      | 27' |
| 24         | DEL        | Víctor Aquino      | 64' |
| 9          | DEL        | Francisco Ibáñez   |     |
| Entrenador | Entrenador | Luis Musrri        |     |

| 1          | ARQ        | Cristián Muñoz       |     |
| 7          | DEF        | Luis Pedro Figueroa  |     |
| 3          | DEF        | Lucho Mena           |     |
| 5          | DEF        | Miguel Riffo         |     |
| 24         | DEF        | José Domingo Salcedo |     |
| 17         | MED        | Arturo Sanhueza      |     |
| 18         | MED        | Rodrigo Meléndez     | 62' |
| 14         | MED        | Rodrigo Millar       |     |
| 10         | MED        | Macnelly Torres      | 78' |
| 9          | DEL        | Rodolfo Moya         |     |
| 8          | DEL        | Lucas Barrios        |     |
| Entrenador | Entrenador | Marcelo Barticciotto |     |

| 12 | ARQ | Luis Rogel       | 27' |
| 4  | MED | Esteban Sáez     |     |
| 16 | MED | Roberto Ávalos   | 64' |
| 17 | MED | Diego Díaz       | 62' |
| 27 | DEL | Jean Paul Pineda |     |

| 12 | ARQ | Rainer Wirth       |     |
| 2  | DEF | Jorge Carrasco     |     |
| 15 | MED | Moisés Villarroel  |     |
| 19 | MED | Cristóbal Jorquera | 78' |
| 22 | DEL | Daúd Gazale        | 62' |

| Anotado | 80' | Francisco Ibáñez | 1–1 |

| Anotado · Penal | 28' | Lucas Barrios | 0–1 |

| Amonestado | 15' | Boris Sagredo    |  |
| Amonestado | 25' | Roberto Bishara  |  |
| Amonestado | 81' | Francisco Ibáñez |  |

| Amonestado | 82' | Daúd Gazale |  |

| Expulsado            | 24' | Felipe Núñez    |
| Expulsado            | 45' | Luis Musrri     |
| Otorgado · Expulsado | 49' | Roberto Bishara |

| Árbitro             | Rubén Selmán  |
| Árbitros asistentes | Sergio Roman  |
| Árbitros asistentes | Lorenzo Acuña |
| Cuarto Árbitro      | Claudio Puga  |

| Estadísticas        | Palestino | Colo Colo |
| ------------------- | --------- | --------- |
| Tiros               | 7         | 24        |
| Tiros al arco       | 3         | 7         |
| Tiros al travesaño  | 0         | 2         |
| Paradas del portero | 6         | 2         |
| Faltas              | 8         | 9         |
| Tiros de esquina    | 4         | 9         |
| Fueras de juego     | 1         | 2         |
| Tarjetas amarillas  | 4         | 1         |
| Tarjetas rojas      | 2         | 0         |
| Posesión del balón  | 33,32%    | 66,67%    |

### Partido de vuelta
| 20 de diciembre de 2008, 18:30                                   | Colo-Colo                             | 3:1 (1:1) | Palestino              | Monumental, Santiago (Macul)                               |                                                            |
|                                                                  | Barrios 28' · Gazale 51' · Millar 62' | Reporte   | Pavez 38' · Pineda 75' | Asistencia: 42.500 espectadores Árbitro(s): Carlos Chandía | Asistencia: 42.500 espectadores Árbitro(s): Carlos Chandía |
| Colo-Colo gana 4–2 en el global y es campeón del fútbol chileno. |                                       |           |                        |                                                            |                                                            |

| 1          | ARQ        | Cristián Muñoz       |       |
| 7          | DEF        | Luis Pedro Figueroa  |       |
| 3          | DEF        | Lucho Mena           |       |
| 5          | DEF        | Miguel Riffo         |       |
| 24         | DEF        | José Domingo Salcedo |       |
| 17         | MED        | Arturo Sanhueza      |       |
| 18         | MED        | Rodrigo Meléndez     |       |
| 14         | MED        | Rodrigo Millar       |       |
| 10         | MED        | Macnelly Torres      | 85'   |
| 22         | DEL        | Daúd Gazale          | 72'   |
| 8          | DEL        | Lucas Barrios        | 90+2' |
| Entrenador | Entrenador | Marcelo Barticciotto |       |

| 12         | ARQ        | Luis Rogel         |     |
| 3          | DEF        | Nelson Saavedra    |     |
| 18         | DEF        | Christian Vilches  |     |
| 2          | DEF        | José Luis Zelaye   |     |
| 8          | DEF        | Rodolfo Madrid     |     |
| 17         | MED        | Diego Díaz         |     |
| 6          | MED        | Luis Pavez         | 59' |
| 16         | MED        | Roberto Ávalos     |     |
| 11         | MED        | Alejandro Carrasco |     |
| 24         | DEL        | Víctor Aquino      |     |
| 9          | DEL        | Francisco Ibáñez2  | 68' |
| Entrenador | Entrenador | Luis Musrri        |     |

| 12 | ARQ | Rainer Wirth       |       |
| 4  | DEF | Roberto Cereceda   | 90+2' |
| 15 | MED | Moisés Villarroel  | 85'   |
| 19 | MED | Cristóbal Jorquera |       |
| 9  | DEL | Rodolfo Moya       | 72'   |

| 1  | ARQ | José Aguilera     |     |     |
| 4  | MED | Esteban Sáez1     | 68' |     |
| 10 | MED | Héctor Pericás1   | 59' | 68' |
| 19 | MED | Boris Sagredo     |     |     |
| 27 | DEL | Jean Paul Pineda2 | 68' |     |

| Anotado | 28' | Lucas Barrios  | 1–0 |
| Anotado | 51' | Daúd Gazale    | 2–1 |
| Anotado | 62' | Rodrigo Millar | 3–1 |

| Anotado | 38' | Luis Pavez | 1–1 |

| Amonestado | 42' | Rodrigo Meléndez |  |
| Amonestado | 62' | Rodrigo Millar   |  |
| Amonestado | 65' | Arturo Sanhueza  |  |

| Amonestado | 21' | Francisco Ibáñez |  |
| Amonestado | 34' | Roberto Ávalos   |  |
| Amonestado | 63' | Diego Díaz       |  |
| Amonestado | 64' | Rodolfo Madrid   |  |
| Amonestado | 70' | Jean Paul Pineda |  |

| Expulsado | 75' | Jean Paul Pineda |

| Árbitro             | Carlos Chandía    |
| Árbitros asistentes | Cristián Julio    |
| Árbitros asistentes | Francisco Mondría |
| Cuarto Árbitro      | Jorge Osorio      |

| 1          | ARQ        | Cristián Muñoz       |       |
| 7          | DEF        | Luis Pedro Figueroa  |       |
| 3          | DEF        | Lucho Mena           |       |
| 5          | DEF        | Miguel Riffo         |       |
| 24         | DEF        | José Domingo Salcedo |       |
| 17         | MED        | Arturo Sanhueza      |       |
| 18         | MED        | Rodrigo Meléndez     |       |
| 14         | MED        | Rodrigo Millar       |       |
| 10         | MED        | Macnelly Torres      | 85'   |
| 22         | DEL        | Daúd Gazale          | 72'   |
| 8          | DEL        | Lucas Barrios        | 90+2' |
| Entrenador | Entrenador | Marcelo Barticciotto |       |

| 12         | ARQ        | Luis Rogel         |     |
| 3          | DEF        | Nelson Saavedra    |     |
| 18         | DEF        | Christian Vilches  |     |
| 2          | DEF        | José Luis Zelaye   |     |
| 8          | DEF        | Rodolfo Madrid     |     |
| 17         | MED        | Diego Díaz         |     |
| 6          | MED        | Luis Pavez         | 59' |
| 16         | MED        | Roberto Ávalos     |     |
| 11         | MED        | Alejandro Carrasco |     |
| 24         | DEL        | Víctor Aquino      |     |
| 9          | DEL        | Francisco Ibáñez2  | 68' |
| Entrenador | Entrenador | Luis Musrri        |     |

| 12 | ARQ | Rainer Wirth       |       |
| 4  | DEF | Roberto Cereceda   | 90+2' |
| 15 | MED | Moisés Villarroel  | 85'   |
| 19 | MED | Cristóbal Jorquera |       |
| 9  | DEL | Rodolfo Moya       | 72'   |

| 1  | ARQ | José Aguilera     |     |     |
| 4  | MED | Esteban Sáez1     | 68' |     |
| 10 | MED | Héctor Pericás1   | 59' | 68' |
| 19 | MED | Boris Sagredo     |     |     |
| 27 | DEL | Jean Paul Pineda2 | 68' |     |

| Anotado | 28' | Lucas Barrios  | 1–0 |
| Anotado | 51' | Daúd Gazale    | 2–1 |
| Anotado | 62' | Rodrigo Millar | 3–1 |

| Anotado | 38' | Luis Pavez | 1–1 |

| Amonestado | 42' | Rodrigo Meléndez |  |
| Amonestado | 62' | Rodrigo Millar   |  |
| Amonestado | 65' | Arturo Sanhueza  |  |

| Amonestado | 21' | Francisco Ibáñez |  |
| Amonestado | 34' | Roberto Ávalos   |  |
| Amonestado | 63' | Diego Díaz       |  |
| Amonestado | 64' | Rodolfo Madrid   |  |
| Amonestado | 70' | Jean Paul Pineda |  |

| Expulsado | 75' | Jean Paul Pineda |

| Árbitro             | Carlos Chandía    |
| Árbitros asistentes | Cristián Julio    |
| Árbitros asistentes | Francisco Mondría |
| Cuarto Árbitro      | Jorge Osorio      |

| Estadísticas        | Colo Colo | Palestino |
| ------------------- | --------- | --------- |
| Tiros               | 16        | 10        |
| Tiros al arco       | 8         | 4         |
| Paradas del portero | 3         | 6         |
| Faltas              | 13        | 15        |
| Tiros de esquina    | 6         | 3         |
| Fueras de juego     | 5         | 0         |
| Tarjetas amarillas  | 3         | 5         |
| Tarjetas rojas      | 0         | 1         |
| Posesión del balón  | 58,04%    | 41,95%    |

## Campeón
|                               |
| Campeón Colo-Colo 28.º título |
|                               |

## Datos

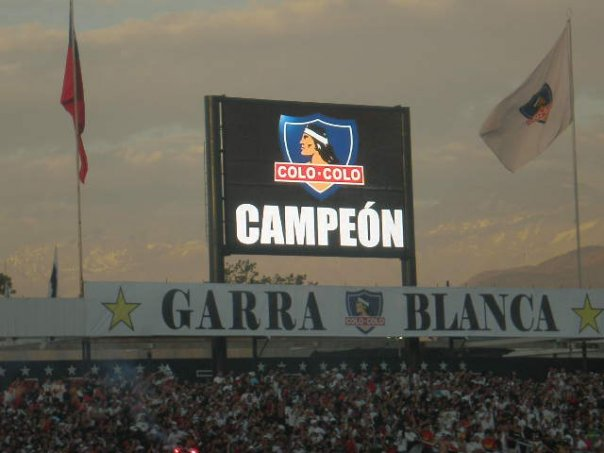
Marcador del Estadio Monumental anunciando a Colo-Colo como campeón del Torneo de Clausura 2008.

- Con su 28º título, Colo-Colo se clasificó a la Copa Libertadores 2009 como Chile 2 y por tercer año consecutivo iniciando desde la fase de grupos, además logrando dar la novena vuelta olímpica en su estadio por Campeonatos Nacionales.
- Fue la tercera definición de un título de Primera División en el Estadio Monumental, las anteriores habían sido en el Clausura 2003 y Clausura 2007.
- La derrota en la final significo el cuarto subcampeonato de Palestino.
- Lucas Barrios finalizó como goleador del Clausura con 18 anotaciones, que sumado a las que hizo en el Apertura (19), llegó a 37 goles en la temporada con Colo-Colo, igualando el récord de Luis Hernán Álvarez en 1963.[7]
- El estratega argentino-chileno Marcelo Barticciotto se convirtió en el sexto hombre en salir campeón tanto como jugador como técnico con los "albos", detrás de Arturo Torres, Enrique Sorrel, Francisco Hormazábal, Pedro García y Jaime Pizarro respectivamente.[8]
- El jugador albo Luis Mena llegó a 10 títulos con la casaquilla alba (9 Campeonatos nacionales y 1 Copa Chile), igualando en ese entonces a Eduardo Vilches.[9]